# Prudek
Prudek (lit. Prūdelis) − wieś na Litwie, w gminie rejonowej Soleczniki, 7 km na południowy wschód od Koleśników, zamieszkana przez 12 ludzi. Przed II wojną światową w Polsce, w powiecie lidzkim województwa nowogródzkiego.